# Лінкольн (Алабама)
Лінкольн (англ. Lincoln) — місто (англ. city) в США, в окрузі Талладіга штату Алабама. Населення — 6845 осіб (2020).

## Географія
Лінкольн розташований за координатами 33°37′20″ пн. ш. 86°4′14″ зх. д. / 33.62222° пн. ш. 86.07056° зх. д. (33.622176, -86.070637).  За даними Бюро перепису населення США в 2010 році місто мало площу 65,48 км², з яких 65,02 км² — суходіл та 0,46 км² — водойми.

## Демографія
Згідно з переписом 2010 року, у місті мешкало 6266 осіб у 2478 домогосподарствах у складі 1785 родин. Густота населення становила 96 осіб/км².  Було 3197 помешкань (49/км²).
Расовий склад населення:
| - 73,3 % — білих - 23,4 % — чорних або афроамериканців - 0,5 % — корінних американців - 0,4 % — азіатів - 1,0 % — осіб інших рас |

До двох чи більше рас належало 1,4 %. Частка іспаномовних становила 1,9 % від усіх жителів.
За віковим діапазоном населення розподілялося таким чином: 23,1 % — особи молодші 18 років, 64,4 % — особи у віці 18—64 років, 12,5 % — особи у віці 65 років та старші. Медіана віку мешканця становила 39,4 року. На 100 осіб жіночої статі у місті припадало 96,8 чоловіків;  на 100 жінок у віці від 18 років та старших — 94,7 чоловіків також старших 18 років.
Середній дохід на одне домашнє господарство  становив 67 822 долари США (медіана — 55 605), а середній дохід на одну сім'ю — 79 691 долар (медіана — 67 891). Медіана доходів становила 51 081 долар для чоловіків та 36 410 доларів для жінок. За межею бідності перебувало 12,7 % осіб, у тому числі 15,6 % дітей у віці до 18 років та 8,2 % осіб у віці 65 років та старших.
Цивільне працевлаштоване населення становило 3090 осіб. Основні галузі зайнятості: виробництво — 30,2 %, освіта, охорона здоров'я та соціальна допомога — 19,7 %, фінанси, страхування та нерухомість — 10,1 %, будівництво — 8,0 %.